# Владимирова, Екатерина Сергеевна
Екатерина Сергеевна Владимирова (род. 10 августа 1991, Томск) – российская актриса, известная по главной роли в фильме «Держи удар, детка!».

## Биография
Родилась 10 августа 1991 года в Томске. Училась в ТГАСУ. В 2010 году переехала в Москву, где создала собственный бренд спортивной одежды Lucky89.
В 2015 году училась в Московской школе нового кино. В 2016 году проходила обучение в Лос-Анджелесе у тренера по актёрскому мастерству Иваны Чаббак.
В 2020 году окончила курс по продюсированию в Высшей школе кино «Арка».
В 2022 году вышла замуж за предпринимателя Дмитрия Суханова.

## Карьера
Начала карьеру актрисы в 2015 году, появившись в эпизодах сериалов «Кухня» и «Последний мент».
После этого сыграла сразу две главных роли – близняшек Светы и Тани Богатырёвых в фильме «Держи удар, детка!», который вышел в 2016 году. Кинокритик Film.ru Евгений Ухов высоко оценил актёрскую игру Екатерины отметив, что «благодаря великолепной игре ведущей актрисы и участию многих заметных лиц комедия о поменявшихся местами близнецах получила необходимую яркость, энергичность и при этом осталась смешной». «Дебютантка Екатерина Владимирова превосходит все ожидания! Безусловно, ей приходится бросаться из крайности в крайность, её персонажи – образы гротесковые. Но справиться с такой нагрузкой вряд ли смогли бы лучше даже опытные киношные львицы. Катерине, разумеется, помог и боксёрский опыт, и модельная внешность». Лариса Лялина из FashionTime также отметила её игру: «Ара Оганесян на ведущую роль картины взял дебютантку – Екатерину Владимирову. Здесь сложно сказать однозначно, прогадал режиссёр с выбором актрисы или нет. К концу фильма она, конечно, разыгралась. Но слишком уж «на грани» получились две её героини. Возможно, из-за недостатка опыта Екатерина бросалась из крайности в крайность, чтобы показать различие двух сестёр, которые и без того слишком разные. Но в целом видно, Катя Владимирова выкладывалась по-полной. Особой похвалы заслуживает факт того, что она нисколько не боялась выглядеть смешной и абсурдной, а главное – некрасивой в кадре».
В дальнейшем играла небольшие роли в нескольких сериалах.
В 2019 году получила роль «Чайки» в сериале «Морские дьяволы. Особое задание».
В апреле 2020 года вышел британский фильм «В тылу врага» режиссёра Андерса Банке, в котором Екатерина сыграла главную женскую роль – польскую партизанку Сару.
В 2021 году сыграла роль бойца быстрого реагирования (Евгению Череду) в сериале «Магистраль».
Екатерина обладает спортивными навыками, умеет стрелять (состоит в федерации стрельбы) и боксировать.

## Фильмография

### Актриса
- 2015 — Кухня — в эпизоде
- 2015 — Последний мент — футболистка
- 2016 — Держи удар, детка! — Света Богатырёва / Таня Богатырёва
- 2017 — Через беды и печали — Марина
- 2018 — Стюардесса — Юля
- 2019 — Кухня. Война за отель — журналистка Марина
- 2019 — Филатов — Алексеева, пациентка
- 2019 — Блудный сын — Рената Черницкая
- 2020 — В тылу врага — партизанка Сара
- 2020 — Морские дьяволы. Особое задание — «Чайка»
- 2020 — Ольга — слепая
- 2020 — В плену у прошлого — Настя
- 2020 — Любовь в нерабочие недели — Карина
- 2021 — Магистраль — Евгения Череда

### Продюсер
- 2022 – Берсы